# Ética nuclear
La ética nuclear pertenece al ámbito de las éticas aplicadas y tiene como principal área de estudio las cuestiones derivadas de la guerra nuclear. Entre estas últimas, destacarían la propia guerra nuclear, la posesión de armas nucleares y su desarme. El concepto ética nuclear ha obtenido relevancia tanto después de la Segunda Guerra Mundial como durante la Guerra Fría. 
Dado que la ética persigue en última instancia la vida buena y para ello elabora en proporción una serie de normas morales que rigen la conducta humana, la ética nuclear defiende a ultranza que la energía nuclear no contribuye a la destrucción de la Humanidad. Desastres nucleares como los de Hiroshima durante el verano de 1945 o accidentes como el de Chernóbil en abril de 1986 han dado cuenta de lo devastador de su capacidad destructiva. También la Crisis de los Misiles entre Cuba y Estados Unidos reflejó el pánico generalizado a que una maniobra desafortunada pudiera desatar el caos. 
Así y todo, resulta necesario que tanto las autoridades como la sociedad civil se familiarice con un concepto como ética nuclear. 